# Andreas Schwilge
Andreas Schwilge (Thann, 1608/1609 - Ulm, 19 augustus 1688) was een Duitse cantor en barokcomponist. Als jongeman volgde hij verschillende opleidingen en trad hij toe tot de Franciscaner Orde, om zich daarna te bekeren tot het gereformeerde geloof en op latere leeftijd Luthers te worden. Zijn muziekcarrière speelde zich vooral af in de steden Zürich en Ulm.

## Levensloop
Schwilge werd geboren in de Elzas, maar zijn vader was afkomstig uit Stuttgart. Het was zijn vader die hem zijn eerste muzieklessen gaf, in zang, viool en orgel. Hierna volgde Schwilge van 1623 tot 1628 een opleiding aan de Jezuïetenschool te Ensisheim, gevolgd door een studie filosofie in Würzburg. Hij werd lid van de Franciscaner Orde en voltooide in 1628/1629 in Luzern zijn noviciaat. Schwilge studeerde hierna nog filosofie in Fribourg en vier jaar lang theologie in Wenen. Na een reis in 1636 naar Milaan en Rome keerde Schwilge zich af van het katholieke geloof.

### Zürich
In 1638 verzocht Schwilge de stad Zürich om hem in dienst te nemen als gereformeerd predikant of als leraar in muziek en filosofie. De stad ging niet in op dit weinig doordachte voorstel van Schwilge. Vervolgens kreeg Schwilge bij de predikant Theobald Dürrysen in Winterthur een drie maanden durende opleiding in de gereformeerde leer. Na afloop werd hij benoemd tot voorzanger in de Grossmünster te Zürich. Tevens werkte hij als muziekleraar aan de Duitse School. In 1646 volgde zijn benoeming tot cantor van de Grossmünster.
In 1640 trouwde Schwilge met Anna Lorch. Ze kregen zeven kinderen, van wie de in 1642 geboren Johann Caspar later nog organist in Ulm zou worden.
Voor Schwilge was Zürich een moeizame plek om te werken. Hij wenste graag het burgerrecht van de stad, maar kreeg dit nooit toegekend. Als voormalig katholiek en Franciscaan werd hij gewantrouwd. Bovendien had hij een moeilijk karakter. Ook werd hem verweten te veel wijn te drinken en hij zou niet altijd zijn werk goed hebben gedaan.
In 1652 werd Schwilge predikant bij het ziekenhuis Spanweid. Deze carrière duurde slechts enkele weken, want hij raakte kennelijk al snel verzeild in een schandaal.

### Ulm
Na de frustraties en problemen in Zürich vertrok Schwilge in 1652 naar de stad Ulm, waar hij docent werd aan het gymnasium en cantor van de Lutherse kerk. Hij had zich inmiddels bekeerd tot het Lutheranisme en daarmee het gereformeerde geloof achter zich gelaten.
De stad had geleden onder de Dertigjarige Oorlog (1618-1648) en het muziekleven moest weer worden opgebouwd. In juni 1653 werd op voorspraak van Schwilge het jonge talent Sebastian Anton Scherer aangenomen als musicus. Eind dat jaar werden Schwilge, Scherer en organist Tobias Eberlin bijeengeroepen, met de opdracht om het Ulmer muziekleven naar een hoger plan te tillen.

#### Rivaliteit
Tussen Schwilge en Scherer ontstond steeds meer rivaliteit. Toen eind jaren 50 de functie van muziekdirecteur vrij leek te komen, wilde Scherer deze positie graag in handen krijgen. Hij vreesde echter competitie van Schwilge. Om Schwilge te ondermijnen diende Scherer in 1658 bij de stadsraad een brief in waarin hij zich beklaagde over Schwilges competenties. Schwilge diende hierop een verweer in en uiteindelijk leidde de actie van Scherer tot niets. Toen een jaar later muziekdirecteur Merckh overleed, volgde Schwilge hem dan ook gewoon op.
Intussen nam Schwilges gezondheid af. Zijn avontuurlijke levensloop en veelvuldige cafébezoek eisten zijn tol en in 1664 verzocht hij om ontheven te worden van zijn functies als cantor en muziekdirecteur. Zijn verzoek werd echter niet ingewilligd, waardoor hij noodgedwongen in dienst bleef, hetgeen de kwaliteit van het muziekleven in Ulm niet ten goede kwam. Uiteindelijk legde hij in 1668 alsnog zijn functie als muziekdirecteur neer en werd hij opgevolgd door zijn rivaal Scherer. Schwilge bleef overigens nog steeds cantor en moest nu noodgedwongen nauw samenwerken met Scherer. De twee konden hun oude rivaliteit niet naast zich neerleggen en er ontstonden weer nieuwe conflicten. In december 1669 kwam het in een herberg tot een uitbarsting tussen de twee. Hierna werden ze door de autoriteiten gedwongen om zich met elkaar te verzoenen.

#### Einde van een carrière
In augustus 1672 stopte Schwilge met zijn functie als cantor, waarna Johann Jakob Edel hem opvolgde. Hij bleef nog wel tot 1681 aan als leermeester.
In 1688 overleed Schwilge.

## Werken
In 1648 gaf Schwilge in Zürich zijn album Teutsche Gedichte uit met 37 composities op teksten van Johann Wilhelm Simler. Hij zou dit album in 1653 nogmaals uitgeven, aangevuld met 30 extra composities. Voor de derde uitgave in 1663 vulde hij het album nog eens aan met zes motetten. Tot slot verscheen in 1688 nog een vierde uitgave van het album. 
Verder componeerde hij muziek ter ere van de burgemeesters van Zürich in de jaren 1653 en 1655. Mogelijk was hij tevens de componist van acht zangstukken in de Todtentanz (1650) van Rudolf Meyer.